# Nils Gustafsson (musiker)
Nils Carl Wilhelm Gustafsson, född 18 oktober 1904 i Stockholm, död där 18 juli 1980, var en svensk violinist. 
Gustafsson medverkade i Sune Waldimirs orkester. 

## Filmografi
- 1939 – Melodin från Gamla Stan